# Sono io (Wrongonyou)
Sono io è il terzo album in studio del cantante italiano Wrongonyou, pubblicato il 12 marzo 2021 sotto l'etichetta Carosello Records.
Il disco contiene il brano Lezioni di volo, presentato al Festival di Sanremo 2021.

## Tracce
1. Sono io – 3:08
2. Lezioni di volo – 3:24
3. Vertigini – 3:32
4. Nada – 2:26
5. Bon Iver – 2:33
6. Prima che mi perda ancora – 3:45
7. Torniamo da noi – 3:10
8. Nonno Bruno – 3:21
9. Amorproprio – 1:38